# Éducation clandestine en Pologne durant la Seconde Guerre mondiale
Cet article traite du sujet de l'éducation clandestine en Pologne (polonais : tajne szkolnictwo ou tajne komplety) durant la Seconde Guerre mondiale. L'enseignement secret avait pour but de préparer de nouveaux cadres pour la reconstruction de la Pologne d'après-guerre et aussi de contrer la menace d'extermination de la culture polonaise par les Allemands et les Soviétiques.

## Contexte: répressions de l'éducation polonaise

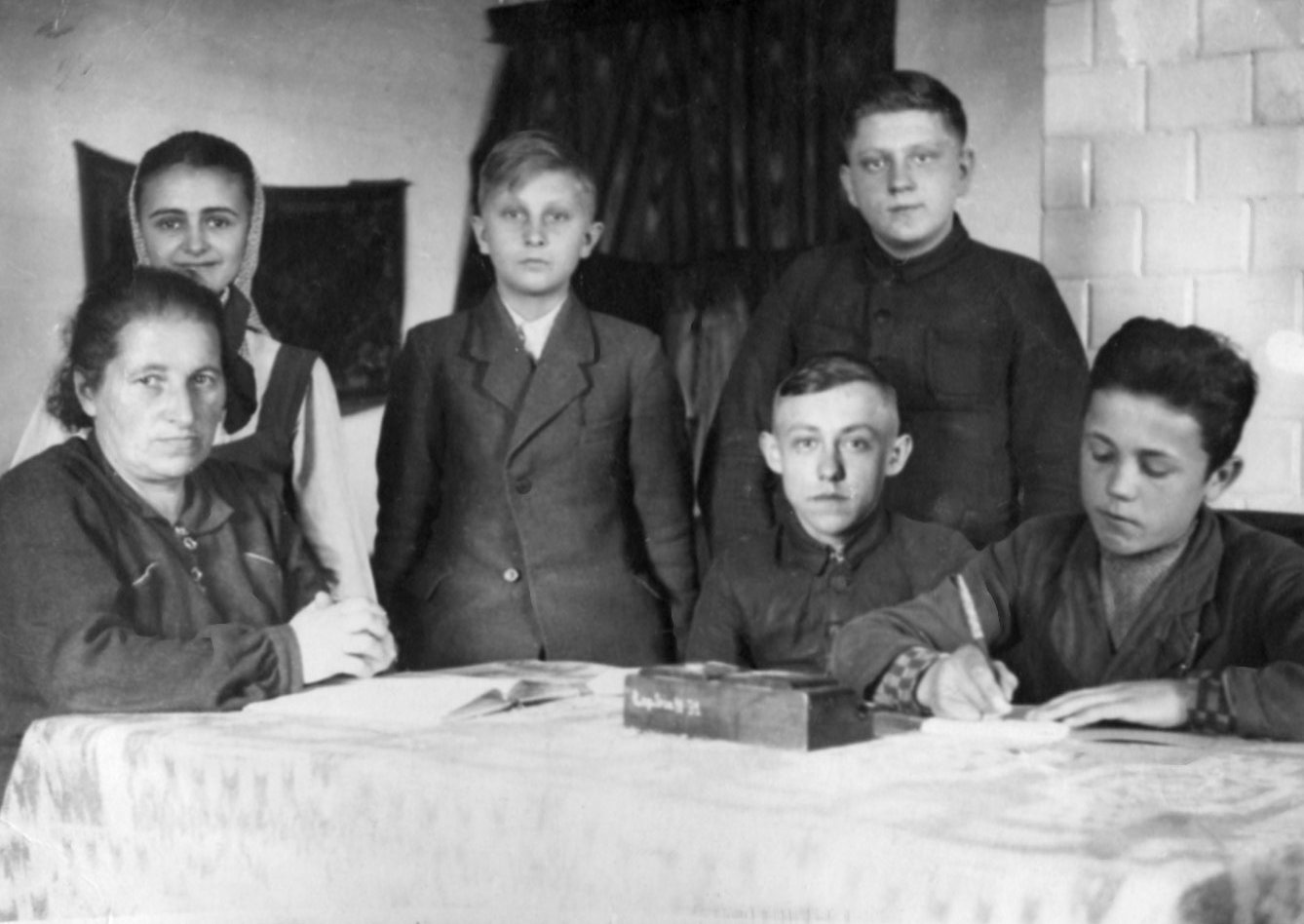
Łopiennik Górny 1941 - Éducation en Pologne durant la Seconde Guerre mondiale.

Après la défaite polonaise à l'invasion de 1939 et l'occupation du pays par les Allemands et les Soviétiques, la Pologne s'est retrouvée divisée en trois parties: les zones occupées par l'Allemagne et directement annexées par Reich, les zones annexées par l'Union soviétique et le Gouvernement Général sous contrôle allemand. D'après les théories racistes du nazisme, les Slaves n'avaient pas besoin d'enseignement supérieur et la nation polonaise entière devait n'avoir que des serfs au service de la race aryenne. Les seules institutions qui restèrent ouvertes étaient les écoles de commerce et les cours pour les ouvriers des usines. Himmler prescrivit ceci :

« Pour la population non germanique de l'Est il ne peut y avoir aucun type d'école qui dépasse le niveau quatre de l'école élémentaire. Le travail de ces écoles devrait se limiter à l'enseignement du calcul (jusqu'à pas plus de 500), l'écriture de son propre nom, et l'enseignement que le commandement de Dieu signifie l'obéissance aux Allemands, l'honnêteté, le zèle au travail et la politesse. La lecture, je ne la considère pas comme essentielle. »

En 1941, le nombre d'enfants qui allaient à l'école élémentaire dans le Gouvernement Général comptait la moitié du chiffre d'avant la guerre.
Dans les territoires incorporés au Reich, l'enseignement en polonais était interdit et puni de mort. À travers le territoire polonais, les Allemands abolirent tout enseignement universitaire pour les non-Allemands. Toutes les institutions d'éducation supérieure furent fermées. Leurs équipements la plupart de leurs laboratoires furent déménagés en Allemagne tandis que les bâtiments étaient transformés en bureaux et en casernes militaires.

## Résistance: l'enseignement clandestin
Cependant, beaucoup d'enseignants, professeurs et personnes du monde de l'éducation organisèrent des cours clandestins à travers tout le pays, faisant ainsi revivre la tradition de l'Université Volante du temps des partitions de la Pologne. Ceux qui survécurent à l'AB-Aktion et ne furent pas envoyés dans des camps de concentration commencèrent activement à donner des leçons à de petits groupes dans des appartements privés. Ceux qui y assistaient risquaient constamment la déportation et la mort.
La plus grosse partie de l'enseignement clandestin était organisée par l'Organisation secrète pour l'enseignement (Tajna Organizacja Nauczycielska, TON), qui prenait en charge l'enseignement clandestin aux niveaux primaire et secondaire. L'historien Norman Davies souligne que l'Organisation prit en charge l'éducation d'un million d'enfants. En 1942, environ 1 500 000 élèves profitaient de l'éducation primaire mise en place par l'Organisation; en 1944, son système d'école secondaire touchait 100 000 personnes et les cours de niveau universitaire, environ 10 000 personnes.
Le réseau universitaire clandestin s'est étendu rapidement et, en 1944, il y avait plus de 300 intervenants et 3,500 étudiants dans des domaines variés rien que pour l'Université de Varsovie. Des facultés clandestines pour le droit, les sciences sociales, ainsi que les humanités, la médecine, la théologie, les mathématiques et la biologie furent maintenues à l'Université Stefan Batory de Wilno (aujourd'hui Vilnius) de 1939 à 1944 avec des cours, des séminaires et des examens.
Les universités principales comptaient celle de Lwów, celle de Varsovie, l'université Stefan-Batory de Wilno et l'université Jagellonne. Une nouvelle Université des Terres de l'Ouest (Uniwersytet Ziem Zachodnich) fut créée à Varsovie, avec des antennes à Kielce, Jędrzejów, Częstochowa et Milanówek. Cette dernière université était composée surtout de professeurs de l'Université Adam Mickiewicz de Poznań et comptait 17 unités différentes, parmi lesquelles la faculté de médecine et de chirurgie.
Près de 10 000 étudiants reçurent leur diplôme de maîtrise dans ces universités et plusieurs centaines d'autres reçurent leur doctorat. Des maisons d'édition clandestines, fondées dans tout le pays peu après le début de la guerre, permettaient à cet enseignement d'avoir des manuels et des textes.
Les professeurs organisèrent un réseau de lycées clandestins, d'écoles de commerce et des cours spéciaux traitant des sujets interdits, tels que la langue polonaise, l'histoire et la géographie. Un cas spécial était celui des écoles talmudiques clandestines organisées dans les ghettos. Jusqu'en 1944, il y a eu plus d'un million de lycéens clandestins en Pologne. Au moins 18 000 élèves réussirent leurs examens finaux et reçurent leur certificat. Ce qui conduisit à une situation pour le moins bizarre, où des élèves de lycées officiellement non-existants intégrèrent des universités officiellement non-existantes. La plupart de ces diplômes furent alors imprimés sur des documents d'avant la guerre, portant les dates de 1938 ou bien 1939. Ils furent, par la suite, reconnus par les universités polonaises de l'après-guerre.
Il y avait aussi un réseau d'écoles militaires clandestines dans les plus grandes villes. Jusqu'en 1944, la plupart des régiments de l'Armia Krajowa avaient leurs écoles militaires pour les sous-officiers, tandis que les quartiers généraux régionaux organisaient des cours et un entraînement spécial pour les officiers. Les Szare Szeregi (l'association clandestine des Scouts polonais) ont ouvert à Varsovie leur propre école de sous-officiers, surnommée "Agricola".
La formation et l'enseignement religieux n'étaient pas non plus abandonnés. L'Église catholique romaine s'appliqua à maintenir des séminaires clandestins pour la formation des prêtres. Un séminaire bien connu est celui dirigé par l'Archevêque de Cracovie, le Cardinal Adam Stefan Sapieha, qui forma notamment le jeune Karol Wojtyła, futur Pape Jean-Paul II .

## Enseignants des universités clandestines
Nous avons une liste partielle de ces personnes qui risquèrent leur vie en enseignant pendant la double occupation nazie et soviétique. La date de leur mort est donnée pour ceux qui furent exécutés à la suite de leur implication dans le système clandestin d'enseignement à cette époque.

### Varsovie
- Stefan Bryła, ingénierie, (m. 1943)
- Eugeniusz Lokajski, sport, (m. 1944 - Insurrection de Varsovie)
- Marceli Handelsman, histoire, m. 1945
- Tadeusz Manteuffel, histoire
- Andrzej Mostowski, mathématiques
- Kazimierz Iwiński, langue polonaise
- Zygmunt Szweykowski, histoire
- Władysław Tatarkiewicz, philosophie, histoire de l'Art
- Jan Łukasiewicz, logique et philosophie

### Cracovie
- Władysław Czapliński, histoire
- Marian Gieszczykiewicz, biologie (m.1942)
- Mieczysław Małecki, linguistique (responsable de l'organisation du plus gros de l'enseignement clandestin à Cracovie)
- Konstanty Troczyński, littérature (m.1942)
- Adam Stefan Sapieha, théologie
- Władysław Ślebodziński, mathématiques

### Lwów
- Stefan Inglot, historien, emprisonné (mais pas exécuté)

### Wilno
- Iwo Jaworski - droit[7]
- Kazimierz Petrusewicz - droit[7]
- Bronisław Wróblewski - droit[7]
- Stefan Ehrenkreutz

### Autres
- Franciszek Leja, histoire, Łańcut, Leżajsk
- Tadeusz Strumiłło, formation pédagogique des enseignants, Książniczki, non loin de Cracovie

## Étudiants des universités clandestines
Liste partielle de personnes devenues célèbres qui furent des étudiants de ces universités clandestines. Voir l'article Génération des Colombs.
- Andrzej Maria Deskur, Cracovie
- Krzysztof Kamil Baczyński, Varsovie (mort pendant l'Insurrection)
- Ewa Matuszweska, Varsovie (morte pendant l'Insurrection)
- Tadeusz Konwicki, Wilno
- le Pape Jean-Paul II, Cracovie
- Zbigniew Herbert, Cracovie